# De Kruisbanier
De Kruisbanier is een Vlaams protestants-evangelisch tijdschrift dat van 1945 tot 2014 werd uitgegeven. Tijdens de verplichte tewerkstelling in Duitsland gedurende de Tweede Wereldoorlog ontstond er een hechte verbondenheid tussen daar verblijvende Vlaamse christenen. Na de oorlog wilde men door middel van De Kruisbanier die verbondenheid behouden en versterken.

## Ontstaan
In 1943 waren ongeveer 200 protestantse Vlaamse jongeren tegen hun zin tewerkgesteld in Duitsland. Om deze jongeren te helpen vast te houden aan hun geloof in die moeilijke omstandigheden werden vanuit Vlaanderen kalenders, Bijbels en Bijbelroosters gestuurd. Door de zware omstandigheden in Duitsland werd de samenhang tussen deze jongeren sterk. Daardoor kwam op het einde van de oorlog de vraag hoe in België zo'n eenheid tussen de christenen zou kunnen worden bewerkstelligd. Men kwam tot de slotsom dat het uitgeven van een periodiek een stap in de juiste richting zou zijn.

## Doel
Het tijdschrift heeft een dubbele doelstelling. Het blad wil christenen informeren binnen alle kerken en gemeenten in de Vlaamse protestants-evangelische wereld. De tweede doelstelling is de Blijde Boodschap van de Heere Jezus verkondigen aan de mensen.
De Kruisbanier is een onafhankelijk evangelische vereniging zonder winstoogmerk die vooral op Vlaanderen gericht is. Het blad werd in de beginfase gefinancierd door Nederlandse kerken en gemeenten en werd toen vooral als zendingsblad gezien.